# نفق فرجي
النفق الفرجي (بالإنجليزية: Pudendal canal)‏ أو نفق ألكوك (بالإنجليزية: Alcock's canal)‏ هو هيكلٌ تشريحي في الحوض، حيثُ يعبر من خلاله الشريان الفرجي الغائر، والوريد الفرجي الغائر، والعصب الفرجي.

## التركيب
يكون النفق الفرجي من لفافة العضلة السدادية الغائرة أو اللفافة السادة.
يحتوي النفق الفرجي على:
- شريان فرجي غائر
- وريد فرجي غائر
- عصب فرجي

تعبر هذه الأوعية والعصب السطح الحوضي للعضلة السدادية الغائرة.

## روابط خارجية
- مقطع عرضي صني apmalefrontal4-16
- مقطع عرضي - مختبر التلدين، جامعة فيينا الطبية. pelvis/pelvis-e12-15
- صور تشريحية:41:08-0100 في مركز داونستيت الطبي التابع لجامعة نيويورك — "The Female Perineum: Contents of the Pudendal Canal"
- Diagram at pudendal.info
- صور تشريحيَّة:9087 على موقع مركز سوني دونستات الطبي.
- صور تشريحيَّة:9448 على موقع مركز سوني دونستات الطبي.